# Roderich Menzel
Roderich Ferdinand Ottomar Menzel (ur. 13 kwietnia 1907 w Libercu, zm. 18 października 1987 w Monachium) – tenisista reprezentujący Czechosłowację i Niemcy w Pucharze Davisa, finalista międzynarodowych mistrzostw Francji w grze pojedynczej.

## Kariera tenisowa
Menzel pochodził z rodziny Niemców sudeckich. Ukończył szkołę handlową i pod koniec lat 20. znalazł się w Pradze, gdzie podjął pracę w redakcji jednego z dzienników. Później pracował w kilku wydawnictwach i jako zastępca redaktora naczelnego pisma poświęconego kulturze. Utalentowany sportowo, interesował się piłką nożną, a już jako dorosły zajął się tenisem, po kilku latach osiągając status pierwszej rakiety Czechosłowacji. W 1928 debiutował w reprezentacji czechosłowackiej w Pucharze Davisa. Zdobył cztery tytuły mistrza kraju w grze pojedynczej (1933, 1934, 1935, 1937) oraz cztery w grze podwójnej (1932, 1933, 1935, 1936).
Tenisowe sukcesy osiągał również poza Czechosłowacją. W 1931 okazał się najlepszy w międzynarodowych mistrzostwach Niemiec w Hamburgu, po finałowym zwycięstwie nad Niemcem Gustavem Jaenecke (znanym także z występów hokejowych). W 1932 i 1933 w finałach tej imprezy Menzel przegrywał z czołowym graczem świata Gottfriedem von Crammem, w ostatniej przedwojennej edycji w 1939 przegrał w finale z Hennerem Henkelem. W 1935 w parze z Brytyjką Kay Stammers doszedł do finału międzynarodowych mistrzostw USA w grze mieszanej, ulegając Enrique Maierowi i Sarah Palfrey 3:6, 6:3, 4:6. W 1933 i 1935 Menzel dochodził do ćwierćfinału Wimbledonu w singlu (był ponadto w półfinale debla w 1937), a w 1934 zakończył start na III rundzie, zmuszając jednak zmierzającego po swoje pierwsze wimbledońskie zwycięstwo Freda Perry’ego do pięciosetowej walki (Menzel prowadził już 2:1 w setach, pierwszą partię wygrał 6:0). Największy sukces Menzel odniósł w 1938, kiedy doszedł aż do finału międzynarodowych mistrzostw Francji w Paryżu (wykorzystując m.in. nieobecność Von Cramma, więzionego w Niemczech). W decydującym meczu nie sprostał ówczesnej pierwszej rakiecie świata, Amerykaninowi Donowi Budge’owi, który kilka miesięcy później świętował osiągnięcie pierwszego w historii Wielkiego Szlema.
Rezultaty te regularnie plasowały sudeckiego Niemca w czołówce nieoficjalnych rankingów światowych (prowadzonych m.in. przez redakcję magazynu „Daily Telegraph”). W 1934 został uznany za piątego zawodnika na świecie. Swoją pozycję Menzel potwierdzał także w występach reprezentacyjnych, wraz z zespołem czechosłowackim kilkakrotnie osiągając finał strefy europejskiej. W 1931 Czechosłowacy ulegli Brytyjczykom, a Menzel nie zdołał zdobyć żadnego punktu w finale strefowym, chociaż Bunny’ego Austina zmusił do walki pięciosetowej (w trzech setach uległ Perry’emu). W 1934 rywalami ekipy czechosłowackiej byli Australijczycy; Menzel zdołał pokonać zarówno Jacka Crawforda, jak i Viviana McGratha, obu czołowych graczy świata, ale przegrał mecz deblowy w parze z Ladislavem Hechtem (przeciwko Crawfordowi i Quistowi). Wobec słabszej postawy Hechta (uległ on w singlu i Crawfordowi, i Quistowi) triumfowała ekipa australijska 3:2. Rok później w finale strefy europejskiej lepsi od Czechosłowaków okazali się Niemcy, ale Menzel znów pokazał się z dobrej strony, pokonując Hennera Henkela i ulegając Gottfriedowi Von Crammowi dopiero w pięciu setach. Również w 1937 w finale strefowym spotkały się reprezentacje Niemiec i Czechosłowacji, ponownie górą byli Niemcy i ponownie Menzel przegrał w pięciu setach z Von Crammem.
Jako reprezentant Czechosłowacji Menzel pokonał w Pucharze Davisa wielu znanych zawodników, poza wspomnianymi wyżej m.in. Hiszpanów Manuela Alonso i Enrique Maiera (1931), Japończyka Takeichi Haradę (1930), Włocha Umberto de Morpurgo (1931), Jugosłowian Franjo Punceca (1935) i Josipa Paladę (1935, 1937, 1938), Południowoafrykańczyka Normana Farquharsona (1935), Francuzów Christiana Boussusa i Bernarda Destremau (1937). Miał także dwukrotnie okazję występować przeciwko Polsce, ale tylko w pierwszym meczu w 1937 w barwach Czechosłowacji. Pokonał wówczas Kazimierza Tarłowskiego i Józefa Hebdę. Po aneksji Czechosłowacji przez Niemcy w 1939 Menzel został włączony do niemieckiego zespołu narodowego i w maju tegoż roku wystąpił ponownie przeciw Polsce. Mecz w Warszawie toczył się w napiętej przedwojennej atmosferze i miał polityczne podteksty, czego wyrazem było m.in. zachowanie publiczności wobec Menzla – wznoszono okrzyki „ha-ha”, z jednej strony będące wyrazem śmiechu, z drugiej nawiązaniem do osoby prezydenta marionetkowego Protektoratu Czech i Moraw Emila Hachy. Menzel zdołał pokonać Adama Baworowskiego, ale uległ Ignacemu Tłoczyńskiemu; takie same rezultaty osiągnął Henner Henkel i o awansie Niemców zadecydował wygrany debel. Później Niemcy dotarli do finału strefy europejskiej Pucharu Davisa, gdzie ulegli zespołowi jugosłowiańskiemu. Na tym meczu Menzel zakończył swoją bogatą karierę w rozgrywkach o Puchar Davisa (na pożegnanie wystąpił jedynie w deblu z Henkelem), w ramach której rozegrał 84 mecze (61 wygranych i 23 porażki, z czego w grze pojedynczej 47 wygranych i 13 porażek).
Menzel był zawodnikiem praworęcznym, miał opinię znakomitego technika, ze szczególnie dobrą grą wolejową. Najlepiej czuł się na kortach ziemnych. Po zakończeniu aktywnej kariery zawodniczej powrócił do pracy literackiej i dziennikarskiej. Ogłosił wiele książek, głównie poświęconych ulubionym dyscyplinom sportowym – piłce nożnej i tenisowi (m.in. biografie wybitnych sportowców Reinholda Messnera czy Karla-Heinza Rummenigge). Był również autorem książek dla dzieci pod pseudonimem Clemens Parma.

## Osiągnięcia w turniejachwielkoszlemowych
- mistrzostwa Francji
  - gra pojedyncza – finał 1938
- mistrzostwa USA
  - gra mieszana – finał 1935 (z Kay Stammers)

## Finały singlowe w turniejach wielkoszlemowych
- mistrzostwa Francji 1938 – 3:6, 2:6, 4:6 z Donem Budge’m